# Муђета (Верчели)
Муђета је насеље у Италији у округу Верчели, региону Пијемонт.
Према процени из 2011. у насељу је живело 19 становника. Насеље се налази на надморској висини од 163 м.